# 线果芥属
线果芥属（学名：Conringia）是十字花科下的一个属，为一年生、少数二年生草本植物。该属共有8种，分布于中欧。